# 三石川上牧場
有限会社三石川上牧場（みついしかわかみぼくじょう）は、北海道日高郡新ひだか町三石川上（旧三石郡三石町）にある競走馬（サラブレッド）の生産牧場である。代表者は上山浩司（かみやまこうじ）。馬主としては有限会社三石川上牧場名義で登録されている。勝負服の柄は桃、緑菱山形、袖緑二本輪（かつては桃、緑菱山形、黄袖を使用）で、冠名は「カワカミ」である。

## 概要
繁殖牝馬18頭を繋養する中堅規模の生産牧場で、仔馬のほとんどは売却するマーケットブリーダーである。経営形態は家族経営ではなく会社組織であり、従業員もいる。仔馬の育成は、ペガサスファームに預託している。
比較的安価な種牡馬を選び、種付け料にコストをかけない堅実な経営を方針としている。また、産まれた牝馬の一部を売らずに自己所有とし、繁殖牝馬として牧場に戻して規模を拡大する方針である。
代表者の上山浩司は高昭牧場の次男として生まれ、20歳の時（1988年）に水田などの跡地を買い取って三石川上牧場を開設した。1998年、カネトシガバナーが神戸新聞杯を制し重賞初勝利を挙げる。

## 主な生産馬
- カネトシガバナー（1998年神戸新聞杯、愛知杯、2001年東京ハイジャンプ、2003年阪神スプリングジャンプ）
- ゴッドオブチャンス（2002年京王杯スプリングカップ）
- カワカミプリンセス（2006年スイートピーステークス、優駿牝馬、秋華賞）

## 主な所有馬
- カワカミプリンセス（成績は上記参照）

## 主な繋養繁殖牝馬
- タカノセクレタリー（カワカミプリンセスの母）
- チームカラーズ（ゴッドオブチャンスの母）※2007年を以って廃用
- スパイシーソース（全兄にタバスコキャット（米国二冠））
- カワカミプリンセス
- ハートフルメロディ（カワカミプリンセスの半妹）